# Becky Storrie
Becky Storrie (Ballasalla, Man, 27 september 1998) is een Brits wielrenster die sinds 2023 rijdt bij de Nederlandse wielerploeg Team Picnic PostNL.

## Carrière
In haar jeugd kwam Storrie via het zwemmen uit op de triatlon. Ze trainde in haar jeugd enorm veel, dit was een van de oorzaken waardoor ze te maken kreeg met het chronischevermoeidheidssyndroom. Ze stapte geleidelijk over van triatlon naar het wielrennen. Tussen 2019 en 2022 won ze verschillende amateurwedstrijden op Man en Schots grondgebied. Per 2021 ging ze voor twee jaar rijden bij het Britse Cams-Basso. In 2022 reed ze zowel de wegwedstrijd als de tijdrit op de Gemenebestspelen en was ze de beste Britse renster in de The Women's Tour. Ze kreeg haar eerste profcontract aangeboden per 2023, ze ging rijden bij Team DSM-Firmenich. Haar tweede jaar bij de ploeg was echter getekend met blessures. Ze had in een jaar driemaal een gebroken sleutelbeen. Allereerst tijdens een training in april, daarna in de Ronde van Italië en de Ronde van Frankrijk. In 2025 kon ze wel een volledig seizoen rijden en startte voornamelijk in meerdaagse wedstrijden. Een overwinning op professioneel niveau bleef echter nog altijd uit.

## Resultaten in voornaamste wedstrijden
| Jaar | Ronde van Italië | Ronde van Frankrijk | Ronde van Spanje |
| ---- | ---------------- | ------------------- | ---------------- |
| 2023 |                  |                     |                  |
| 2024 | opgave           | opgave              |                  |
| 2025 | 90e              |                     |                  |

| Jaar | Luik-Bast.‑Luik | Trofeo Alfredo Binda | Strade Bianche |
| ---- | --------------- | -------------------- | -------------- |
| 2023 | 55e             |                      | opgave         |
| 2024 |                 | opgave               |                |
| 2025 | opgave          | 65e                  |                |

## Ploegen
- 2021 –  Cams-Basso
- 2022 –  Cams-Basso
- 2023 –  Team DSM-Firmenich
- 2024 –  Team dsm-firmenich PostNL
- 2025 –  Team Picnic PostNL

Barale · Ciabocco · Curinier · Georgi · Hengeveld · Jastrab · Koch · Kool · Labous · van der Meiden · Peperkamp · Plouffe · Rayer · Storrie · Uijen · Vinke
Bader (vanaf 16/7) · Barale · Barbieri · Ciabocco · Georgi · Hengeveld · Jastrab · Koch · Kool · Labous · van der Meiden (tot 30/7) · Nelson · Peperkamp · Plouffe · Rayer · Smith · Storrie · Uijen · Vinke
Bader · Barale · Barbieri · Cavalli · Ciabocco · Georgi · Heremans · Jastrab · Koch · Kool · Londoño · Nelson · Peperkamp · Roldan · Smith · Storrie · Uijen · Vinke